# 宝葫芦的秘密
《宝葫芦的秘密》是中国儿童文学作家张天翼的童话作品，1958年发行。曾于1963年、2007年两次被改编成电影搬上银幕。

## 电影改编
1963年上海天马电影制片厂摄制的黑白影片《宝葫芦的秘密》。2007年中国电影集团公司拍摄彩色影片《宝葫芦的秘密》，影片中加入了许多电脑特效。

## 情节介绍
故事讲述小学生王葆是一个活泼好动、富于幻想的儿童。当碰到困难的时候就幻想能有一个宝贝来帮他。一天，王葆在钓鱼时遇到宝葫芦，宝葫芦要王葆为其保守秘密并答应帮助王葆。然而王葆发现宝葫芦并不能创造东西，而是只能把王葆想要的东西瞬間移動到王葆的身上或者家中。王葆努力摆脱掉宝葫芦，但宝葫芦并不容易摆脱。

### 2007年电影情节
王葆遇到宝葫芦大喜过望，在宝葫芦的帮助下，他在学校的表现突飞猛进，让同学们大为惊诧。在宝葫芦帮助下，他加入了校游泳队。可是，王葆渐渐发现宝葫芦原来只懂盲目服从，最后在数学考试中帮王葆把同学蘇鳴鳳试卷的答案与名字都抄了过来，结果被老师批评。这一事件最终导致王葆和宝葫芦绝裂，凭自己的实力帮校游泳队赢得区小学生游泳大赛的冠军。

## 电影主要演职员

### 1963年版
- 徐方 饰 王葆
- 茂路 饰 宝葫芦
- 摄像：石凤岐
- 美术：王月白

### 2007年版
- 朱祺隆 饰 王葆
- 陈佩斯 配音 宝葫芦
- 梁咏琪 饰 刘老师
- 魏莱 飾 蘇鳴鳳
- 鄭嘉昊 飾 楊栓
- 王嘉堃 飾 鄭小登
- 勞奕嘉 飾 姚俊
- 郭凱敏 飾 父親
- 何晴 飾 母親
- 孟謙 飾 奶奶
- 胡倩琳 飾 妹妹
- 龍德 飾 游泳教練